# Pete Best
Peter Randolph Best (* 24. listopadu 1941 Madras) je britský bubeník. V letech 1960–1962 byl bubeníkem skupiny The Beatles.

## Příchod do skupiny
Jeho kariéra ve skupině začala prvním zájezdem do Hamburku v srpnu 1960. Spolu s ním tehdy skupinu tvořili ještě John Lennon (kytara, zpěv), Paul McCartney (kytara, zpěv), George Harrison (sólová kytara, zpěv) a Stuart Sutcliffe (baskytara, zpěv).
S Beatles byla v té době spojena i jeho matka Mona, která skupině pomohla rozjet její kariéru – poskytla prostory na hraní ve svém klubu Casbah a domluvila angažmá v klubu Cavern.
Mezi fanoušky skupiny patřil mezi nejoblíbenější členy, jako bubeník se dočkal svého vlastního pěveckého čísla a při jednom vystoupení v únoru 1961 si dokonce zahrál v popředí pódia před všemi ostatními. Podobné rozestavení kapely již nebylo nikdy zopakováno, protože rozvášněné fanynky vzaly pódium útokem a málem jej z něj strhly.
Během prvního pobytu v Hamburku si zdokonalil osobitý styl hry na bicí přezdívaný „atom beat“ s velmi hlasitou hrou na basový buben. Díky němu byl v období své kariéry u Beatles považován za předního liverpoolského bubeníka.

## Rok 1961
V roce 1961 skupina vystupovala především v liverpoolském klubu Cavern, ale absolvovala i druhý zájezd do Hamburku. Tam kapelu z vlastní vůle opustil Stuart Sutcliffe, který dal přednost malování a životu s přítelkyní Astrid Kirchherr, skupina se tak stala definitivně čtyřčlennou. Beatles tehdy pořídili nahrávky s Tonym Sheridanem, kde dostal pěveckou příležitost i Lennon (skladba Ain't She Sweet) a skupina také nahrála v opravdovém studiu svoji první původní skladbu Cry For A Shadow – instrumentálku, jejímiž autory byli George Harrison a John Lennon, a která byla více než cokoliv jiného parodií na styl skupiny The Shadows. 
Pete se v té době od ostatních členů skupiny začal lišit tím, že nepřevzal jejich styl účesu zvaný „moptop“ (smeták). Byl to příznak jeho odcizování ostatním a předzvěst budoucích událostí.

## Rok 1962 a vyhazov
Na Nový rok 1962 Beatles nahráli demosnímky pro společnost Decca. V březnu si pak skupina odbyla svůj rozhlasový debut. V červnu se pak skupina dozvěděla, že Decca jejich nahrávky odmítla, ale Besta o tom nikdo neinformoval. Dozvěděl se to s odstupem několika týdnů, a víceméně jen mezi řečí.
V té době také Beatles získali smlouvu s firmou EMI. Jemu to opět neoznámili, ačkoliv s ním ve studiu na Abbey Road pořídili 4 zkušební snímky. V té době bylo již nevyhnutelné, že půjde ze skupiny pryč, ostatní jen oddalovali den, kdy mu to oficiálně oznámí.
Pravá příčina jeho nedobrovolného odchodu je dodnes předmětem spekulací. Jedna teorie tvrdí, že do skupiny nezapadl a kromě společného hraní se na dalších kolektivních akcích nepodílel. S tím souvisí i jeho poměrná uzavřenost – s ostatními členy nesdílel jejich typický humor. Přesto byl považován za nejoblíbenějšího člena, alespoň dámskou částí publika. Zde ostatně leží těžiště další teorie, podle které na jeho popularitu ostatní žárlili. Podle jiné verze se jej pak Beatles chtěli zbavit i kvůli jeho matce, která chtěla zasahovat do organizování věcí spojených se skupinou i po příchodu Briana Epsteina.
V každém případě v polovině srpna 1962 bylo konečně jasno, že Best v roli bubeníka Beatles definitivně končí. Ani v té době mu to však nikdo nedokázal říct přímo, všichni se omezili jen na narážky mezi řečí. Úlohy kousnout do kyselého jablka se nakonec musel ujmout manažer Brian Epstein, který mu jeho propuštění oficiálně oznámil 16. srpna 1962. Zároveň ho požádal, aby ještě odehrál nasmlouvané 3 koncerty, než ho ve skupině nahradí Ringo Starr.
Oficiální stanovisko skupiny znělo takto: „Pete skupinu opustil po vzájemné dohodě, nedošlo k žádným hádkám a vše proběhlo v naprosto přátelském duchu.“ Toto sdělení se však nezakládalo na pravdě, ve skutečnosti byl vyhazovem překvapen a nedostal ani příležitost si o tom s ostatními členy skupiny pohovořit. Je zřejmé, že on sám z kapely odejít nechtěl, a pro historii zůstane členem Beatles, který byl vyhozen v předvečer jejich fenomenálního úspěchu. Svoje první oficiální nahrávání skupina absolvovala o necelý měsíc později.
Proti jeho vyhazovu ze skupiny se dokonce zvedla vlna protestů fanoušků (zejména fanynek). Charakteristickým heslem jejich shromáždění a petic se stala fráze využívající významu bubeníkova příjmení „Pete is Best“ – best anglicky znamená „nejlepší“.
Beatles se spolu s Epsteinem snažili zmírnit protesty vysvětlováním, že Best nebyl dostatečně dobrý bubeník – často se zmiňuje, že tento názor zastával jejich nový producent George Martin. O oprávněnosti tohoto tvrzení vedou spory i hudební odborníci.
Za připomenutí stojí i fakt, že Pete své vyloučení ze skupiny nesl velmi těžce, zejména v pozdějším světle jejich ohromné slávy – občas propadal depresím a dokonce se jednou pokusil o sebevraždu.

## Kariéra a život po Beatles
Po své nedobrovolném odchodu z Beatles se snažil pokračovat v hudební kariéře, ale úspěchů jako s Beatles již nikdy nedosáhl.
V srpnu 1963 se oženil s přítelkyní Kathy.
Po opuštění Beatles se Pete Best stal bubeníkem liverpoolské skupiny Lee Curtis & All Stars a v roce 1963 s nimi natočil singl pro firmu Decca. Ironií osudu je, že producentem nahrávky byl Mike Smith, který pořizoval i nahrávku s Beatles z 1. ledna 1962. Firma skupinu kvůli zvýšení prodejnosti přejmenovala na Pete Best Four, úspěch se však nedostavil.
Skupina přejmenovaná na Pete Best Combo absolvovala v roce 1964 zájezd do USA, kde vystupovala v televizi a natočila několik singlů. Po čase se však rozhodl vrátit do Anglie a zbytek skupiny ho pochopitelně následoval. Best dal přednost životu se svou ženou Kathy. Jednoho dne si v návalu depresí pustil plyn. Ale jeho mladší bratr Rory ucítil zápach plynu a stihl jej zachránit.
V roce 1984 vyšel jeho životopis, který napsal společně s Pat Doncasterovou. V té době se věnoval práci v pekařství.
V devadesátých letech se zúčastnil nahrávání několika vzpomínkových alb klasických rokenrolových písniček. Stal se také oblíbenou postavou nejrůznějších setkání fanoušků Beatles.
V roce 1994 se mu dostalo opožděného ocenění za jeho krátkou kariéru bubeníka Beatles. Kolem desítky nahrávek, ve kterých bubnoval, se ocitlo na prvním z celkem 6 CD kompletu The Beatles Anthology. Suma, kterou za ně v tantiémách inkasoval, nebyla nikdy zveřejněna; podle neoficiálních zpráv se pohybovala v řádu miliónů dolarů.
V současnosti vystupuje se svou skupinou Pete Best and Pete Best Band, ve které jako druhý bubeník hraje i jeho mladší bratr Roag. 15. prosince 2012 vystoupili i v Česku v Ústí nad Labem.